# Simon János (politológus)
Simon János (Kecskemét, 1954. november 10.) magyar politológus, szociológus, történész, habilitált egyetemi tanár (ELTE ÁJK), kutatóprofesszor (NKE), intézetigazgató professzor (KJE).

## Tanulmányai
Szülővárosában érettségizett, majd egyetemi tanulmányait Szegeden (JATE történelem-magyar) és Budapesten (ELTE BTK szociológia) végezte. Posztgraduális tanulmányokat folytatott Mexikóban (UNAM 1985-86), Madridban (Univ. Complutense 1990), Amszterdamban (U.A.1991), Oxfordban (Nuffield és San Anthony College 1992-93). Egyetemi doktoriját 1982-ben Szegeden védte (summa cum laude), kandidátusiját (PhD.) az MTA-n. Az ELTE ÁJK-n habilitált 2007-ben (elnök: dr. Bihari Mihály). 2012-től egyetemi professzor.

## Oktatás, kutatás
1989-1990 a magyar Gallup Intézet egyik alapító igazgatója, az Erasmus Alapítvány a Demokráciáért kuratóriumi elnöke (1989-2010). 1990-2011 között az MTA Politikatudományi  kutatási csoportvezetője. A kilencvenes években több külföldi egyetemen oktatott (öt nyelven), 1998-ban Kulcsár Kálmán, az MTA akkori elnöke hazahívta. Az MTA kutatói állása mellett az ELTE BTK Politológia Tanszékének Széchenyi-professzor vendégoktatója lett 2006-ig. 2004 – 2008 között a Miskolci Egyetem Bölcsészettudományi Karán a Politikatudományi Tanszéket vezette, majd Intézetének alapító igazgatója lett. 2011-től a KJE egyetemi tanára, a nemzetközi kapcsolatok intézetének MA szakfelelőse, a KJE Demokrácia Kutatóintézetének igazgatója, 2019-től az Egyetem Tudományos Tanácsának elnöke. 2013-2019 között a Rendszerváltás Történetét Kutató Intézet és Archívum (RETÖRKI) tudományos tanácsadója. 2017-től 2020-ig a Harsányi János Kutatóintézet igazgatója és a kecskeméti Neumann János Egyetem vendégprofesszora. 2019-től a NKE Eötvös József Kutatóintézetének kutatóprofesszora.

## Külföldi oktatások, előadások
1990 és 2020 között 23 ország 46 egyetemén volt vendégprofesszor vagy tartott előadásokat (Mexikóban 23 alkalommal, Spanyolországban 17, az USA-ban 9, Ázsiában 8, Európa egyes országaiban évente 3 alkalommal).
Univ. of Amsterdam, Charles Univ. of Praga, WZB of Berlin, Humbold Univ., Südost-Europa Institute of München, Univ. Complutense de Madrid, Univ. de Huelva, Univ. de Valencia, ICPS of Barcelona, Univ. de Barcelona, Univ. de Salamanca, Univ. de Granada, Univ. de Gijon, Oxford University – Nuffield College, Univ. of Warsawa, Univ. Javeriana de Bogota, Univ. San Andres de Buenos Aires, UNAM de Mexico, Universidad de Puebla, Universidad de Cuernavaca- Mexico, USA: Harvard University, UCLA, Georgetown University of Washington, South Californian Univ., Princeton Univ., Columbia Univ. of New York, South Korean Univ. of Seoul, Nehru University Delhi, Social Science Institute of New Delhi, Univ. of Varanasi-Benares – India, Universidad de Managua – Nicaragua, University of Stockholm, Univ. of Bucharest, University Oradea – Romania, Comenius University – Bratislava – Slovakia, Univ. Galatasaray of Istanbul etc…
Több külföldi egyetem és kutatóintézet nemzetközi tudományos tanácsának tagja (pl. Cuernavaca, Mexikóváros, Barcelona, Nagyvárad). mexikói, kataln, cseh, olasz folyóiratok nemzetközi board-jának tagja.
Kutatott és oktatott témakörei: rendszerváltások és demokratizálódások, pártok, országgyűlési választások, politikai kultúra, közvéleménykutatás, civil társadalom. , a magyar politikai közvéleménykutatás és a behaviorista politikai kultúra iskola magyarországi megalapítója.1989 márciusában készítette a régió első választáskutatását, majd részt vett bolgár, román ukrán és mexikó politikai közvéleménykutató intézetek alapításában. Több külföldi választási kampány alkalmazták vezető szakértőként.
2000 óta a Central European Political Science Review nemzetközi tudományos folyóirat alapító főszerkesztője, a CEPoliti Kiadó vezetője, több hazai és nemzetközi folyóirat szerkesztőbizottságának tagja.
A Roma Élet Közép-európai Docfilmfest alapítója (2007), 2009-ben a Civil Összefogás Fórum egyik alapítója. 2010-ben végleg kivonult a közéletből és a tudományos életnek szenteli tevékenységét. Emellett magyar alapítványnak is kurátora.
Neve 27 kötet borítóján szerepel (2 angol nyelvű), 200 tudományos publikációja van (MTMT), melynek fele idegen nyelvű.

## Családja
Felesége dr. Kossuth Borbála (jogász, szociológus). Gyermekei: Simon Bálint (1983), Simon Attila (1987), Kossuth-Simon Kata (2013), Kossuth-Simon János (2016-2017).

## Főbb művei
- Őszintén – a 2019-es önkormányzati választásokról; szerk. és írt. Simon János, CEPoliti Kiadó, Bp. 2019., 2020. (II. kiadás) pp. 263
- Harsányi János élete és munkássága – Egy csodálatos magyar elme, szerk. és írt. Simon János, CEPoliti Kiadó, Bp. 2019., 2020. (II. kiadás) pp. 505
- 1956 újragondolása; szerk. és írt. Simon János, CEPoliti Kiadó,Bp. 2017. pp. 436
- Globalizáció, regionalizáció és nemzetállamiság. Tanulmányok a nemzetközi kapcsolatok és az újkori történelem tárgyköréből; szerk. Simon János; L'Harmattan, Bp., 2016
- Huszonöt éve szabadon Közép-Európában. Gazdaság, politika, jog. Nemzetközi konferencia. 2015. november 14-15.; szerk. Simon János; CEPoliti, Bp., 2016
- Hét választás Magyarországon, 1989-2014. Országgyűlési választások kézikönyve; CEPoliti–L'Harmattan, Bp., 2015
- Politikai helyzetkép, 2014. Két választás között az ország; szerk. Simon János; CEPoliti–L'Harmattan, Bp., 2015
- Globalizáció és nemzet. Ahogyan az emberek látják; CEPoliti–L'Harmattan, Bp., 2015
- Puccs vagy összeomlás? 8 interjú a Kádár-korszakról volt MSZMP PB-tagokkal; szerk. Simon János; Antológia, Lakitelek, 201 (Retörki könyvek)
- A politika értékválságban. A demokratikus politikai kultúra keresése. CEPoliti, L'Harmattan Kiadó, Budapest, 2013. pp. 246.;
- A politikai kultúra színképei. Századvég Kiadó Budapest, 2004. pp. 434.;
- “El Coste Social del Gran Cambio en Central Europe” La Transformacion de las Políticas Sociales en la Europa del Este (ed. Carlos Flores), CEDES Madrid, Barcelona 2000. 260-286.;
- The Postcommunist Citizen. (Samuel Barnes-szal) EAF–IPS of HAS, Budapest, 1. és 2. kiadás: 1999. pp. 271.;
- Cleavages and Space of Competition in Hungary. In: Cleavages, Parties and Voters:. (eds. Lawson, Rommele, Karasimeonov.) Westport, Connecticut, London, Praeger 1999. 215-239.;
- Demokratikus átmenet Spanyolországban. VUK, Budapest 1996. pp. 198.

## Díjai, elismerései
- Bezerédj-díj (1999)
- A Magyar Érdemrend lovagkeresztje (2015)
- Európa-érem (2015)[1]
- Mikszáth Kálmán-díj (2017)
- A Magyar Érdemrend tisztikeresztje (2024)[2]